# مخيم الحسين

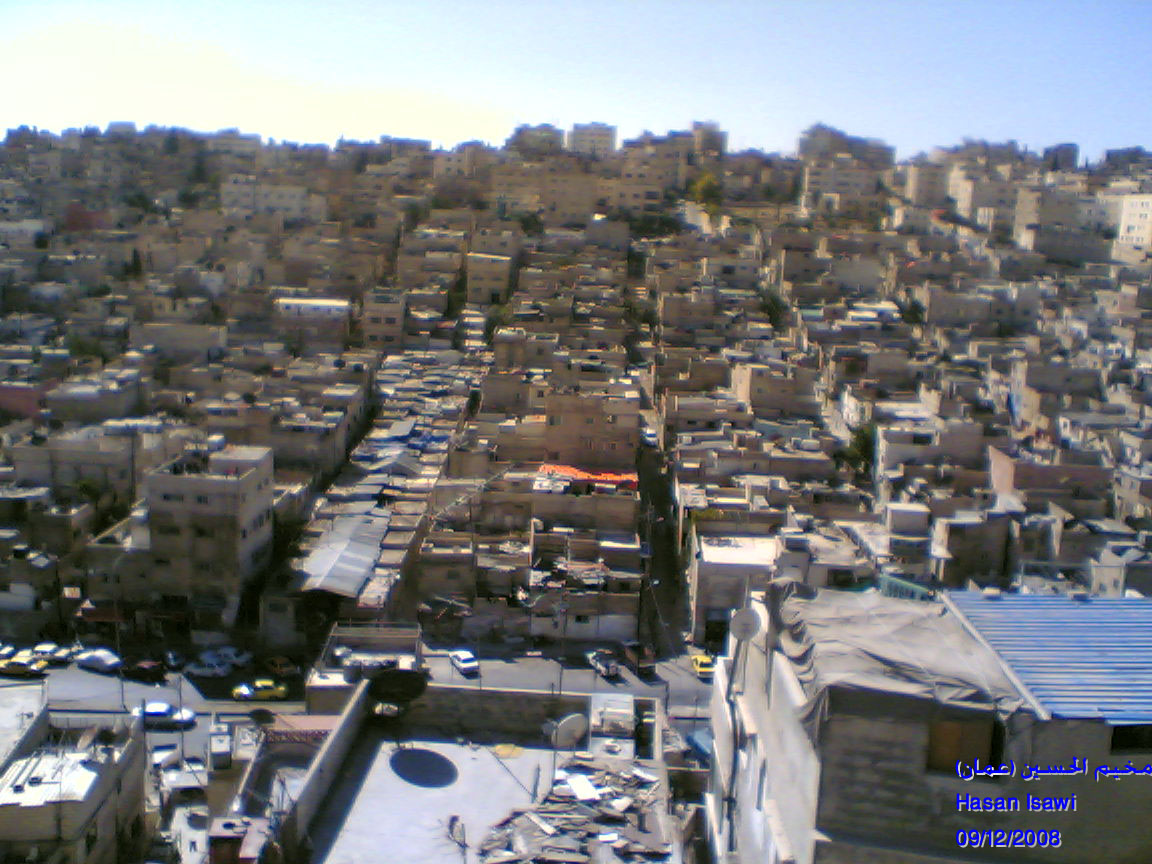
مخيم الحسين - عمان

مخيم الحسين هو أحد مخيمات اللاجئين الفلسطينيين العشرة الموجودة داخل الأردن في وسط مدينة عمان.
يقع على محور منطقة العبدلي في عمان ، بين حي جبل الحسين وجبل النزهة، بُني في عام 1952 على مساحة 367 دونم، التي تقع على محور منطقة العبدلي.
يقطنه قرابة 130,000 لاجئ فلسطيني مسؤولة عنهم الأونروا.
وفي أعقاب الأعمال الإرهابية من العصابات الصهيونية ، كثير من الأسر الفلسطينية غادروا وطنهم للجوء إلى مخيمات، مثل مخيم الحسين، بُنيت خاصة في الدول العربية المجاورة مثل الأردن وسورية ولبنان .

## المشاكل التي واجهها سكان مخيم الحسين
مشكلة الاكتظاظ السكاني ، حيث لا توجد مساحة لإضافة المزيد من المباني.
سوء الخدمات وضعف البنية التحتية، الفقر، معدل بطالة عالي، والزواج بين الأقارب.
بالنسبة للكهرباء يشتكي أهالي منطقة مخيّم الحسين من انقطاع الكهرباء عن المخيّم بشكل عام،كذلك يعاني المخيّم من عدم توفّر دورات مياه عامة في أسواق المخيّم ويذكر أنّ دورات المياه العامّة كانت متوفرة مع بداية إنشاء المخيّمات، ولكن عندما تمّ تحويلها إلى مبان شبه دائمة كالإسمنت والزينكو أُزيلت هذه

## الاونروا في المخيم
تتعاون (الاونروا) مع الحكومة الأردنية عن طريق دائرة الشؤون الفلسطينية التي بدورها تشكل لجنة تسمى "لجنة تحسين المخيم"، فتتعاون هذه الجهات الثلاثة من أجل تحسين البنية التحتية للمخيمات، من طرق وممرات وشبكات صرف المياه.

## الوضع التعليمي في المخيم
تعدّ نسبة المتعلمين في المخيمات الفلسطينية في الأردن مرتفعة

## الوضع الصحي في المخيم
عدم كفاءة المؤسسات الصحية القائمة سواء من ناحية الكم أو الخدمات الموجودة ونوعيتها.

## الوضع الاجتماعي في المخيم
يتواجد في المخيم  الحركة النسائية  التي تقوم بدورها  بنشاطات نسائيّة اجتماعيّة متعددة، منها ما يقوم به اتحاد المرأة الأردنية و البرنامج الأردني لسرطان الثدي ومشروع أنيرا ومركز البرامج النسائية حيث تديره لجان نسائية تقدم دورات تدريبية في الخياطة وتصفيف الشعر والكمبيوتر والإنترنت واللياقة البدنية واللغة الإنجليزية والاستشارة القانونية والحرف اليدوية، بدعم فني ومالي من (الاونروا) وتستفيد 200 امرأة لاجئة تقريبا من أنشطة المركز سنوياً.

## الوضع الاقتصادي في المخيم
يعاني المخيم من ارتفاع بمستوى الفقر، مستوى التعليم المنخفض، كما ويعاني المخيم من البطالة بين الشبان وانتشار الطلاق المبكر .كما ويتكون المخيم من عائلات الايتام وعائلات تعيش في بيوت من صفيح بالإضافة لتواجد الاعاقات والامراض والتفكك الاجتماعي.
أكثر من 40% من اللاجئين في الأردن هم دون سن الخامسة عشرة  ولذلك فهم غير مشمولين في إحصائيات قوى العمل، ويعدّ أقلّ من نصفهم نشطاً وفاعلاً، ويشار إلى أن نسبة 20% من هذه القوى هي من المدرسين والمدراء، إلى جانب 15% يعملون في وظائف عادية. أكثر من 25% من أسر المخيمات تحصل على دخل سنوي مقداره أقل من 900 دينار أردني أي ما يساوي 640 دولاراً في السنة فقط. كما ان دخل 6% من اللاجئين في المخيمات يتراوح بين 3600 دينار و2550 دولارا سنوياً مقارنة مع 20% من باقي الأسر.

## معرض صور

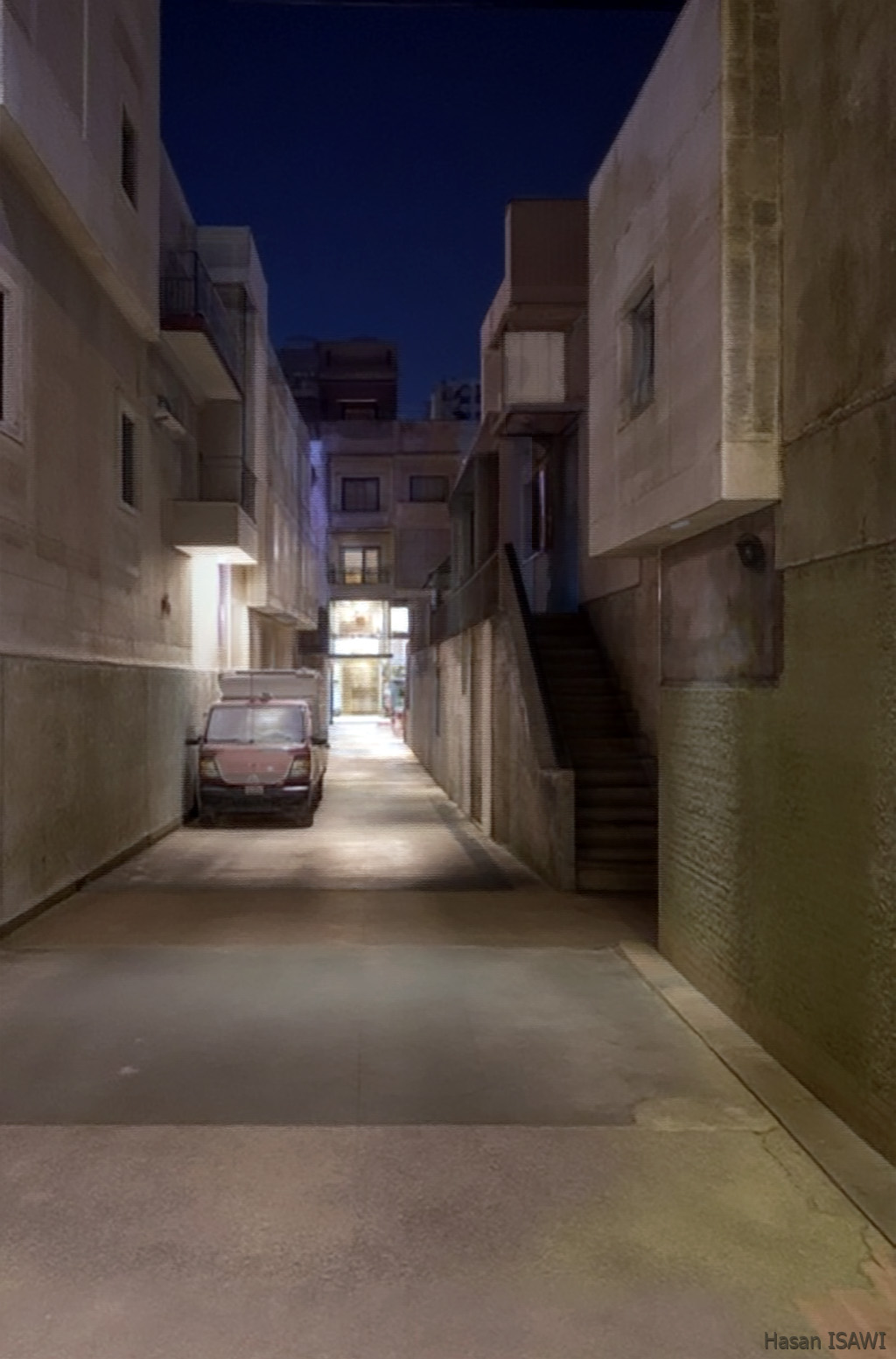
الصورة تُظهر أحد الأزقة الضيقة في مخيم الحسين في عمّان، وقد تم تعديل الصورة بعض الشيء لتحسين الوضع الكارثي الذي يعيش فيه الناس.
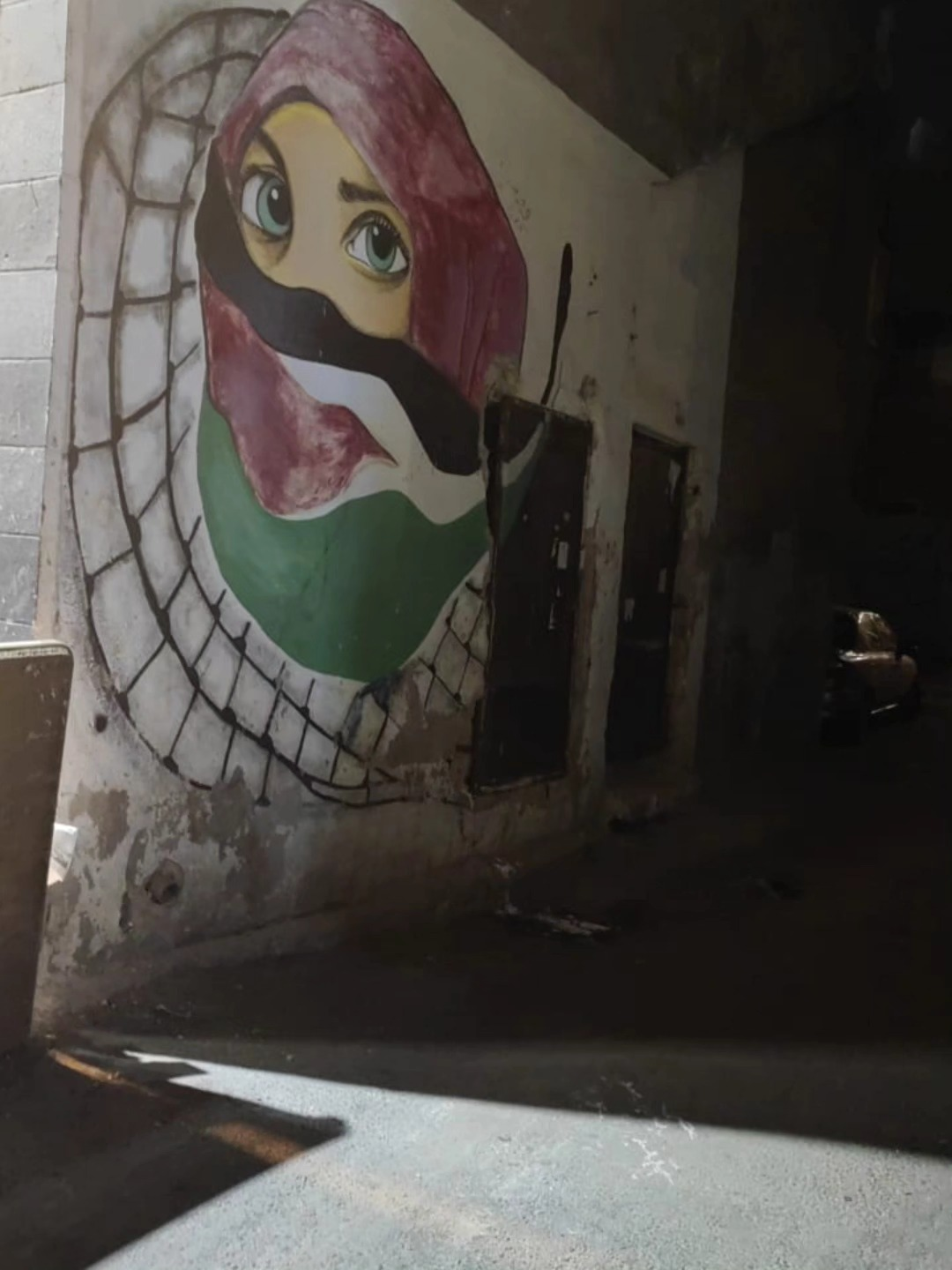
تُظهر الصورة جدارية في أحد أزقة مخيم الحسين في عمّان، تُجسّد وجه فتاة فلسطينية ترتدي الكوفية، وقد غُطي جزء من وجهها بعلم فلسطين، بينما تُبرز الإضاءة عينيها الواسعتين المليئتين بالكرامة والتحدي